# ماريانو ماوري
ماريانو ماوري (بالإسبانية: Mariano Mauri)‏ (4 أغسطس 1994 في الأرجنتين - ) هو لاعب كرة قدم أرجنتيني في مركز الوسط. لعب مع Club Cipolletti ‏.

## وصلات خارجية
- ماريانو ماوري على موقع قاعدة بيانات كرة القدم.إي يو (الإنجليزية)
- ماريانو ماوري على موقع Soccerway.com (الإنجليزية)